# Vincenzo Valdrè
Vincenzo Valdrati, meglio conosciuto come Vincenzo Valdrè, a volte inglesizzato Vincent Waldré e anche soprannominato  "il Faenza" o "Il Faentino" (Faenza, 1742 – Dublino, 1814), è stato un artista e architetto italiano esponente del neoclassicismo.

## Biografia
Nato a Faenza intorno al 1742, Valdrè studiò arte all'Accademia di Parma sotto la supervisione di Giuseppe Baldrighi. Nel 1764 l'Accademia premiò Valdrè per il suo disegno di Agar nel deserto consolata dall'angelo. Quattro anni più tardi, l'artista si trasferì a Roma per studiare presso l'Accademia di Francia.
Mentre si trovava a Roma, Valdrè fu insegnante degli architetti James Lewis (1751-1820) e Richard Norris (1750-1794). Giunto a Londra, dove viveva, al numero 20 di Frith Street (Soho), l'artista espose, nel 1774, la sua Giove e Teti alla Free Society of Artists. Nello stesso periodo, George Nugent-Temple-Grenville incaricò Valdrè di occuparsi della Stowe House. Dopo aver lavorato ad altre importanti opere architettoniche, Valdrè morì nel 1814.